# Siechnice
Siechnice (německy Tschechnitz a Kraftborn) jsou město v Polsku v Dolnoslezském vojvodství v okrese Vratislav, ležící na řece Oława a okrajově i na řece Odra v městsko-vesnické gmině Siechnice. Geograficky se nachází v nížině Pradolina Wrocławska v historickém Dolním Slezsku. V roce 2024 zde žilo 11 207 obyvatel.

## Historie a popis
Lidské osídlení je doloženo již v období neolitu. První písemná zmínka o Siechnicích pochází z roku 1253 v listině, kterou vratislavský kníže Jindřich III. Bílý (Henryk III Biały) daroval majetek špitálu sv. Alžběty ve Wrocławi (Vratislavi). Od roku 1323 do roku 1810, kdy byly církevní statky v Pruském království sekularizovány, patřily Siechnice katolickému Rytířskému řád křižovníků s červenou hvězdou z kostela svatého Matouše ve Wrocławi. Kvůli časté hrozbě záplav na řece Odře, byly již ve 14. století budovány hráze a kanály. Rychlý rozvoj Siechnic souvisel s industrializací. V roce 1909 zde byla postavena železniční trať z Wrocławi přes Jelcz-Laskowice do Opole (Linia kolejowa nr 277) a vzniklo mnoho továren. V roce 1936 německé nacistické úřady změnily tehdejší název Tschechnitz na Kraftborn. Dne 17. února 1945 dobyla Siechnice vojska 1. ukrajinského frontu Rudé armády. Po vystěhování německého obyvatelstva roce 1945, byly Siechnice osídleny polskými přesídlenci z Lvovské oblasti. V letech 1975-1998 se město nacházelo v později zaniklém Vratislavském vojvodství (Województwo Wrocławskie). Siechnice získaly statut města až 1. ledna 1997. V roce 1997 bylo město zaplaveno stoletou povodní na řece Odře. Od 1. ledna 2010 se město stalo sídlem gminy Siechnice (předtím bylo sídlo gminy v sousední vesnici Święta Katarzyna). 
Od roku 1982 zde působí rostlinářský podnik Przedsiębiorstwo Produkcji Ogrodniczej Siechnice, který patří společnosti Citronex a který zde ve velkých sklenících pěstuje hydroponicky zeleninu. Od roku 2017 se v zimním období využívá osvětlení rostlin ve skleníku až 18 hodin denně. Záře ze skleníku je vidět na vzdálenost několika desítek kilometrů.

## Doprava
- Národní silnice 94 (Droga krajowa nr 94)
- Vojvodská silnice 372 (Droga wojewódzka nr 372)
- Elektrizovaná železniční trať Wrocław-Opole (Linia kolejowa nr 277)

## Turistické trasy
- Cyklistická trasa řeky Odry
- Odra Velo - Siechnice
- Szlak dookoła Wrocławia im. doktora Bronisława Turonia
- Via Regia

## Galerie

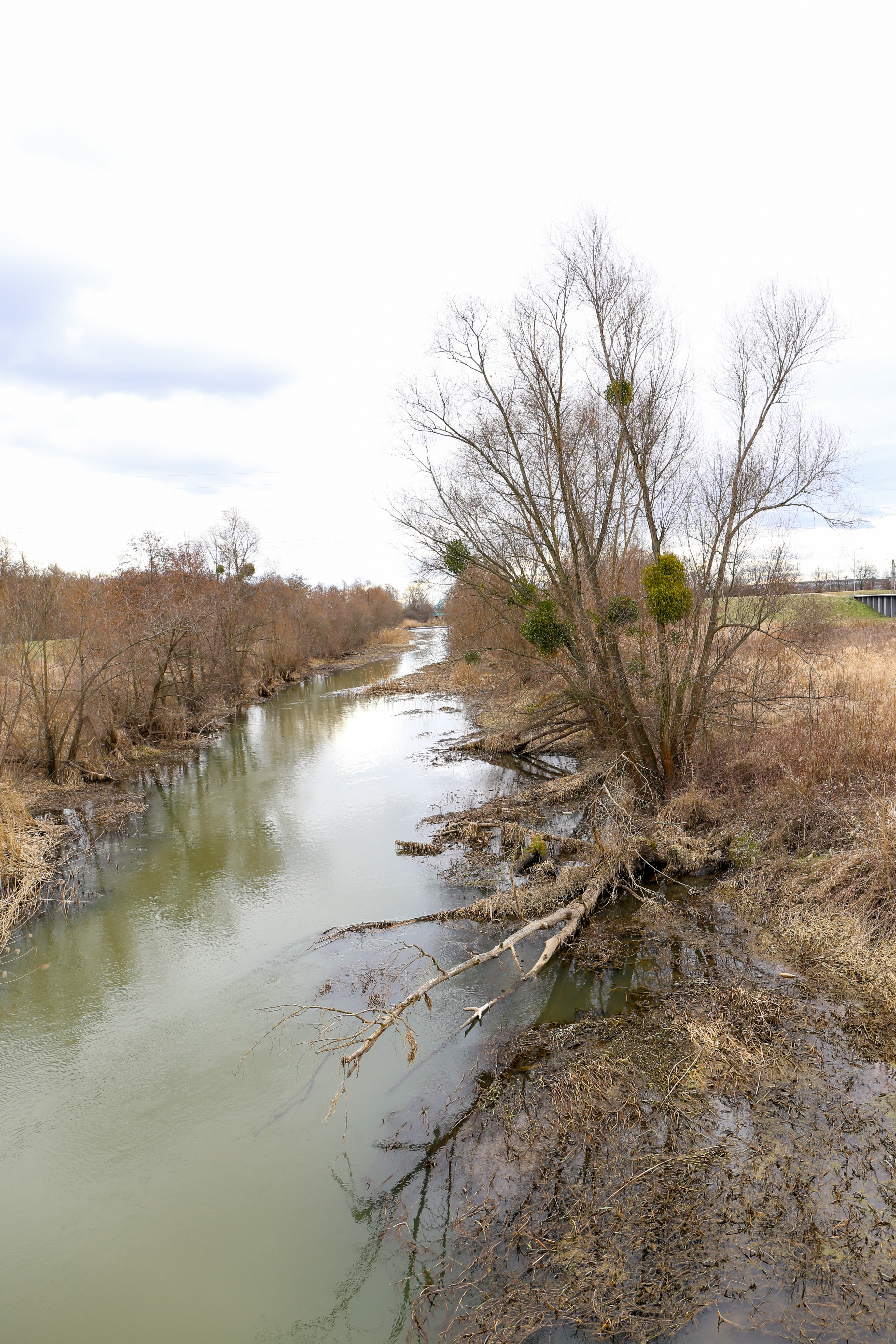
Řeka Oława
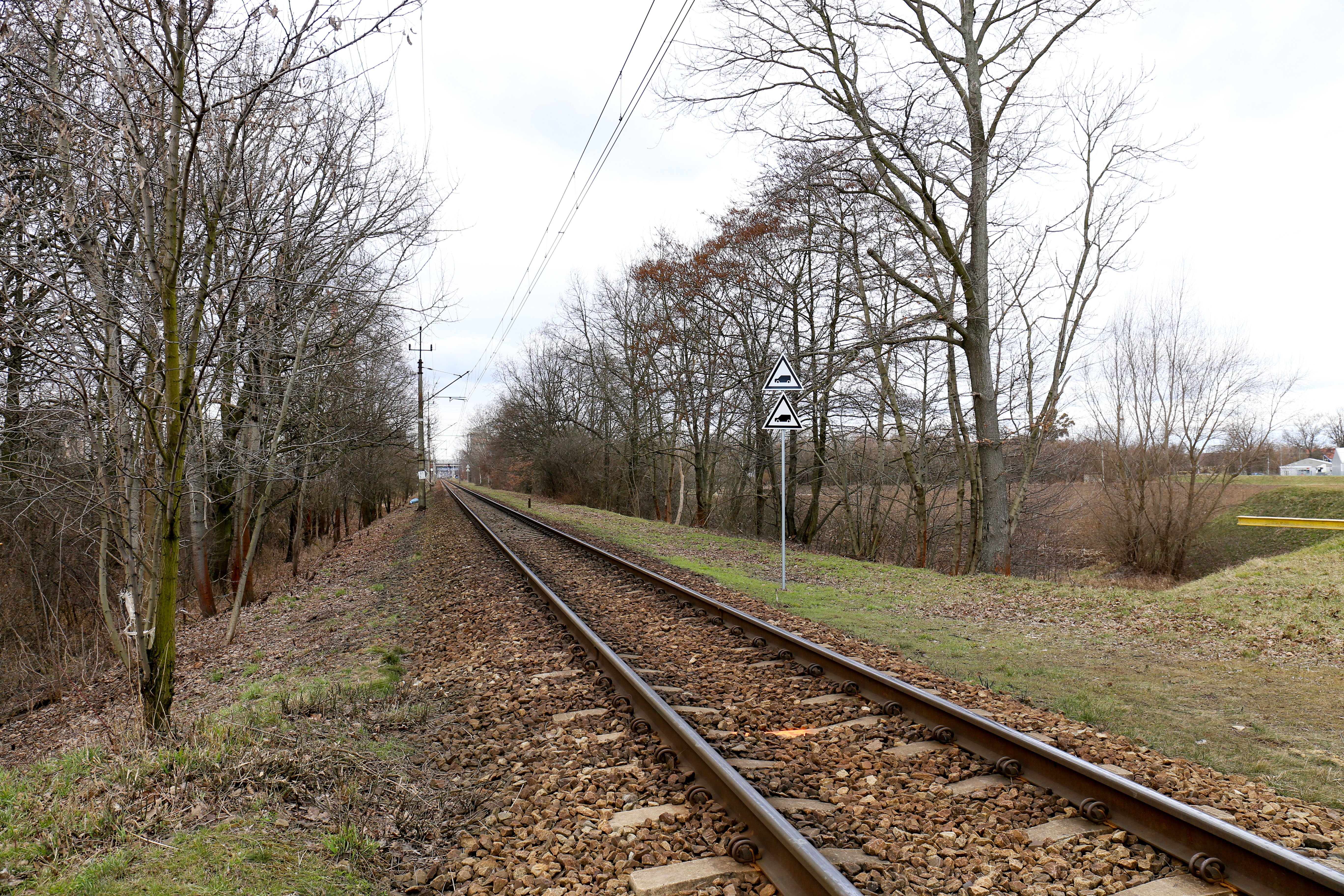
Železniční trať
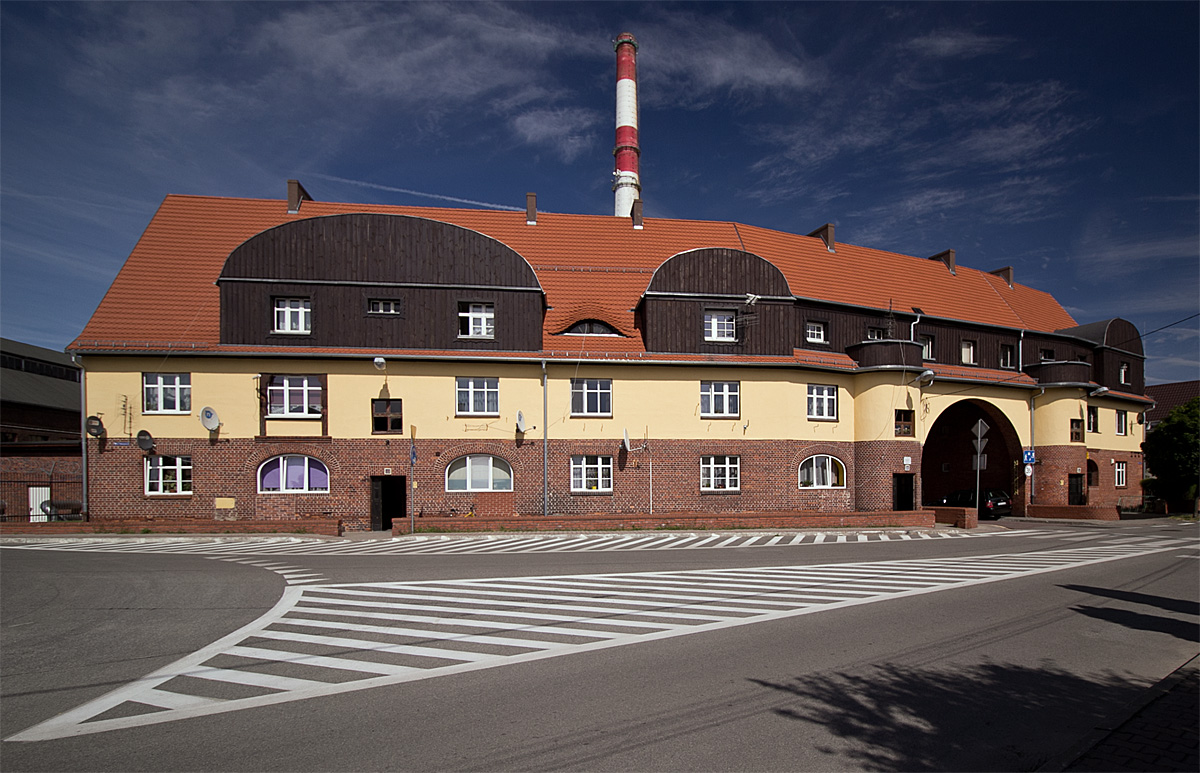
Elektrárna
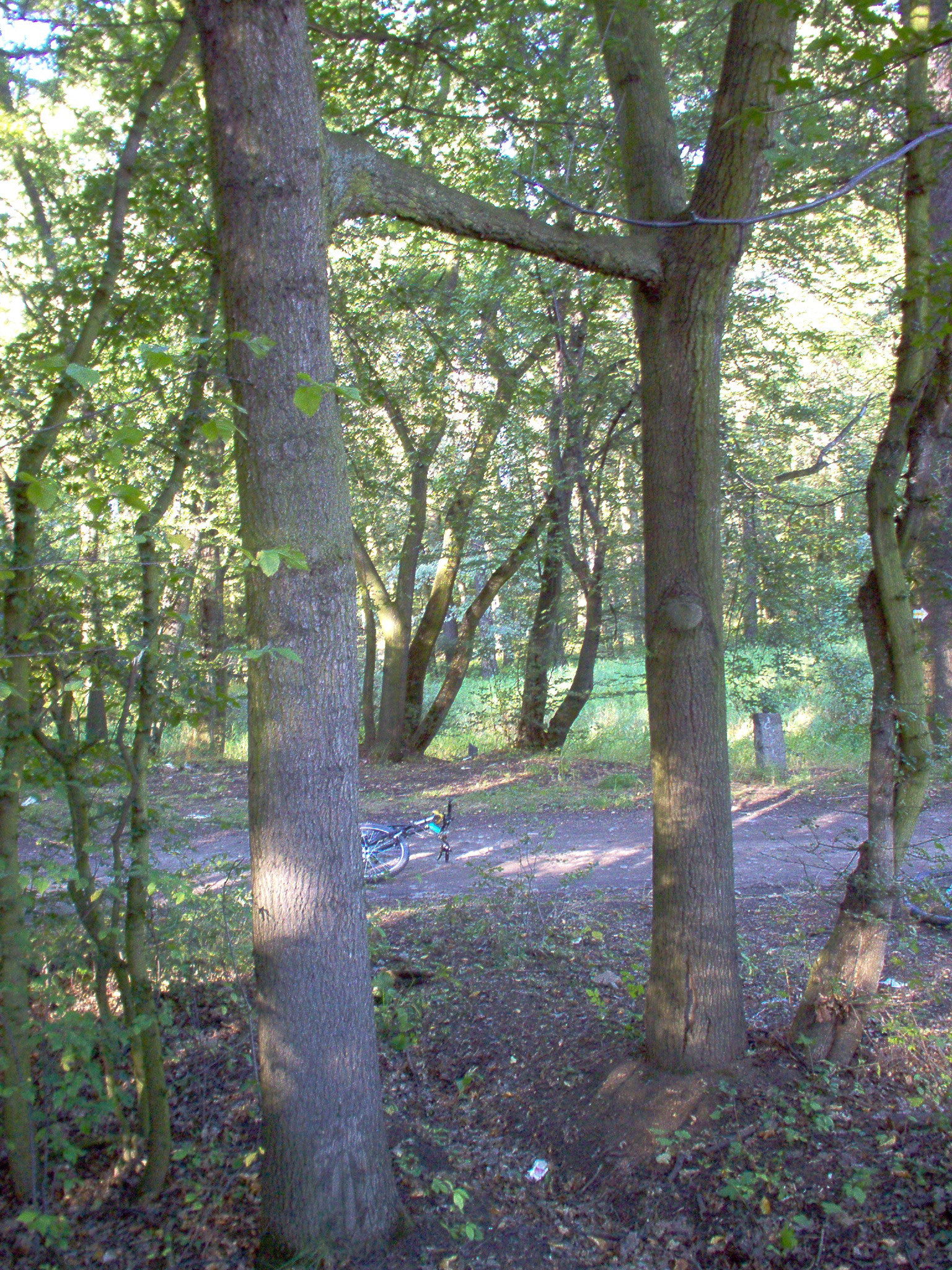
Srostlé stromy
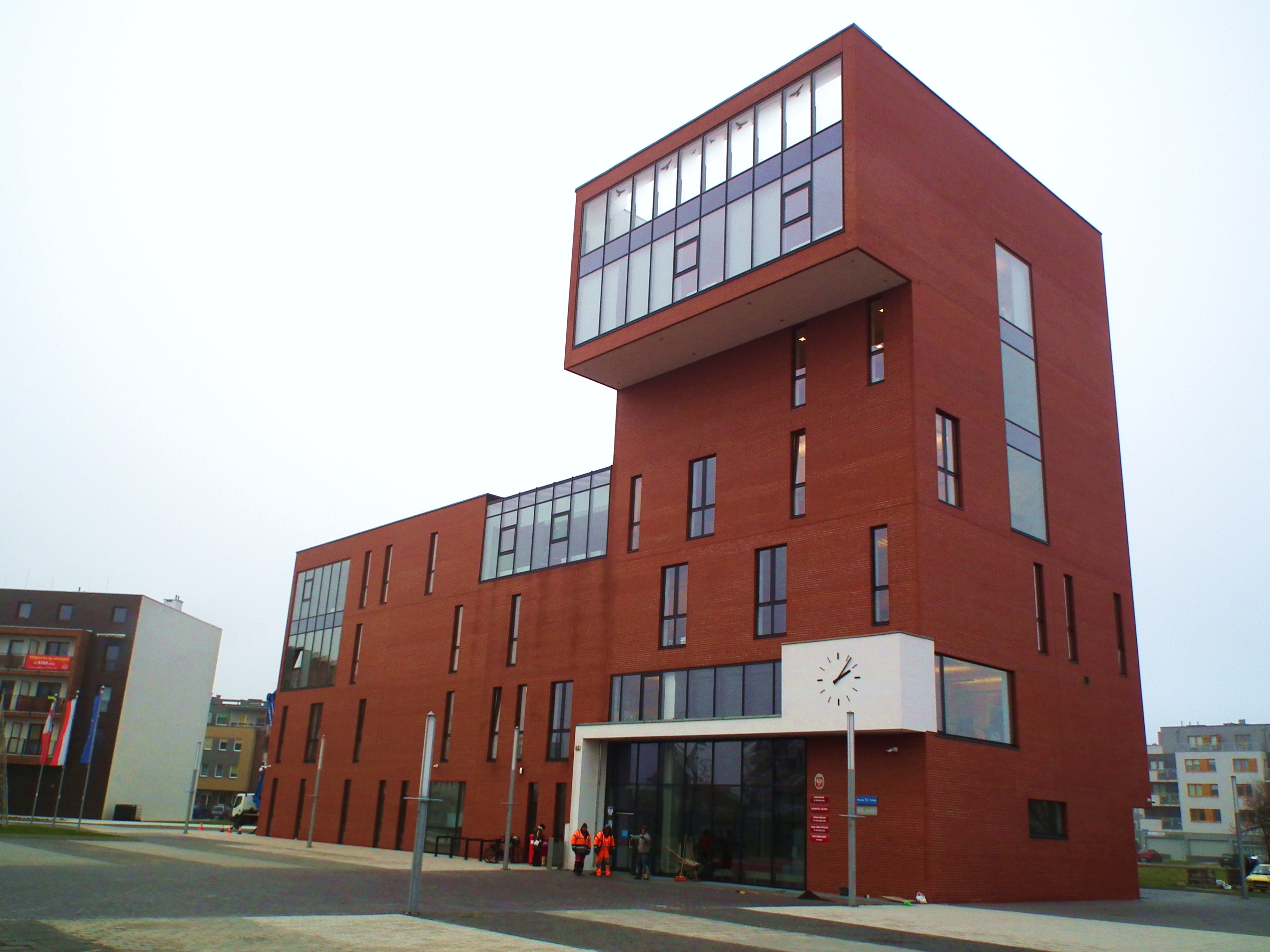
Radnice
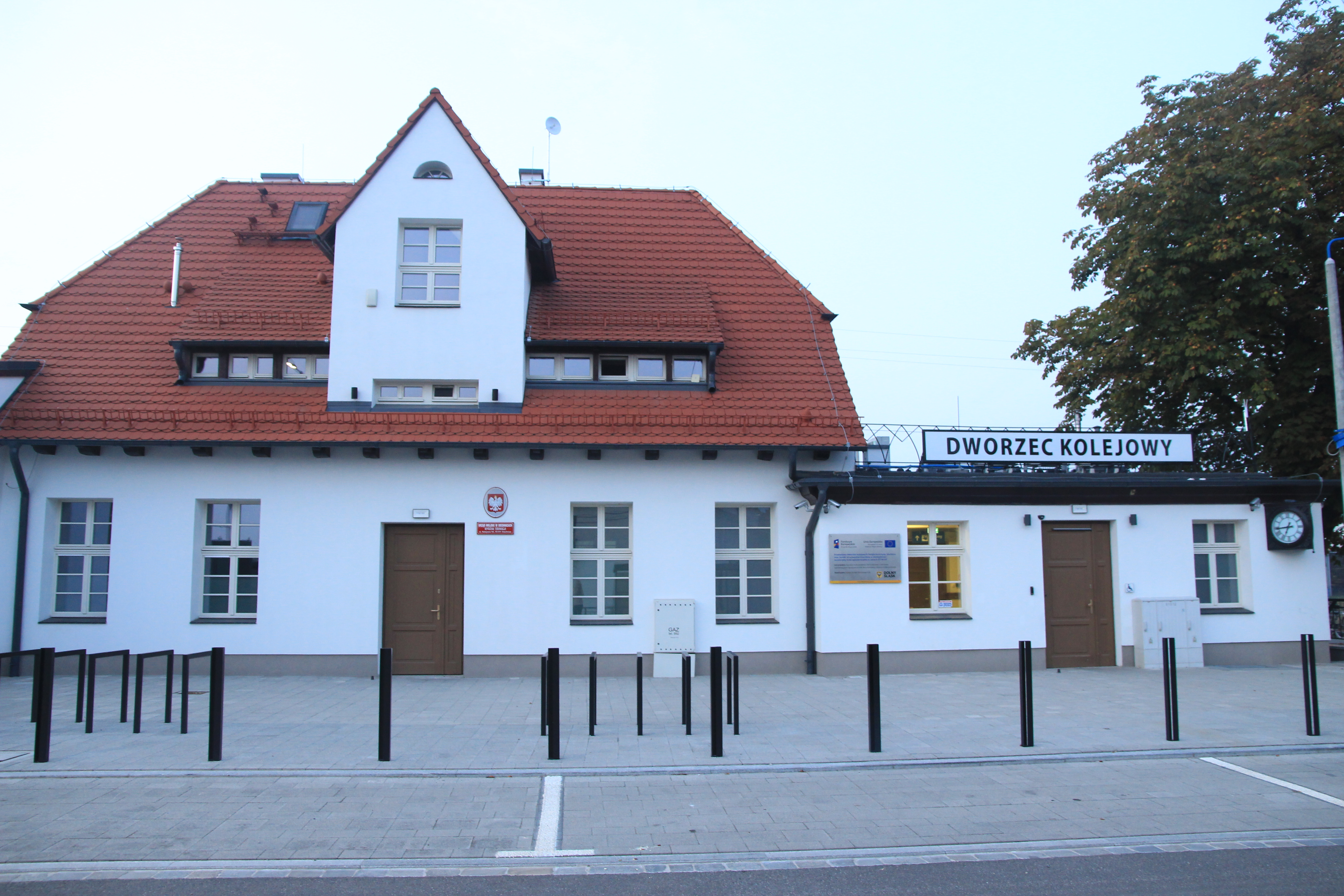
Nádraží
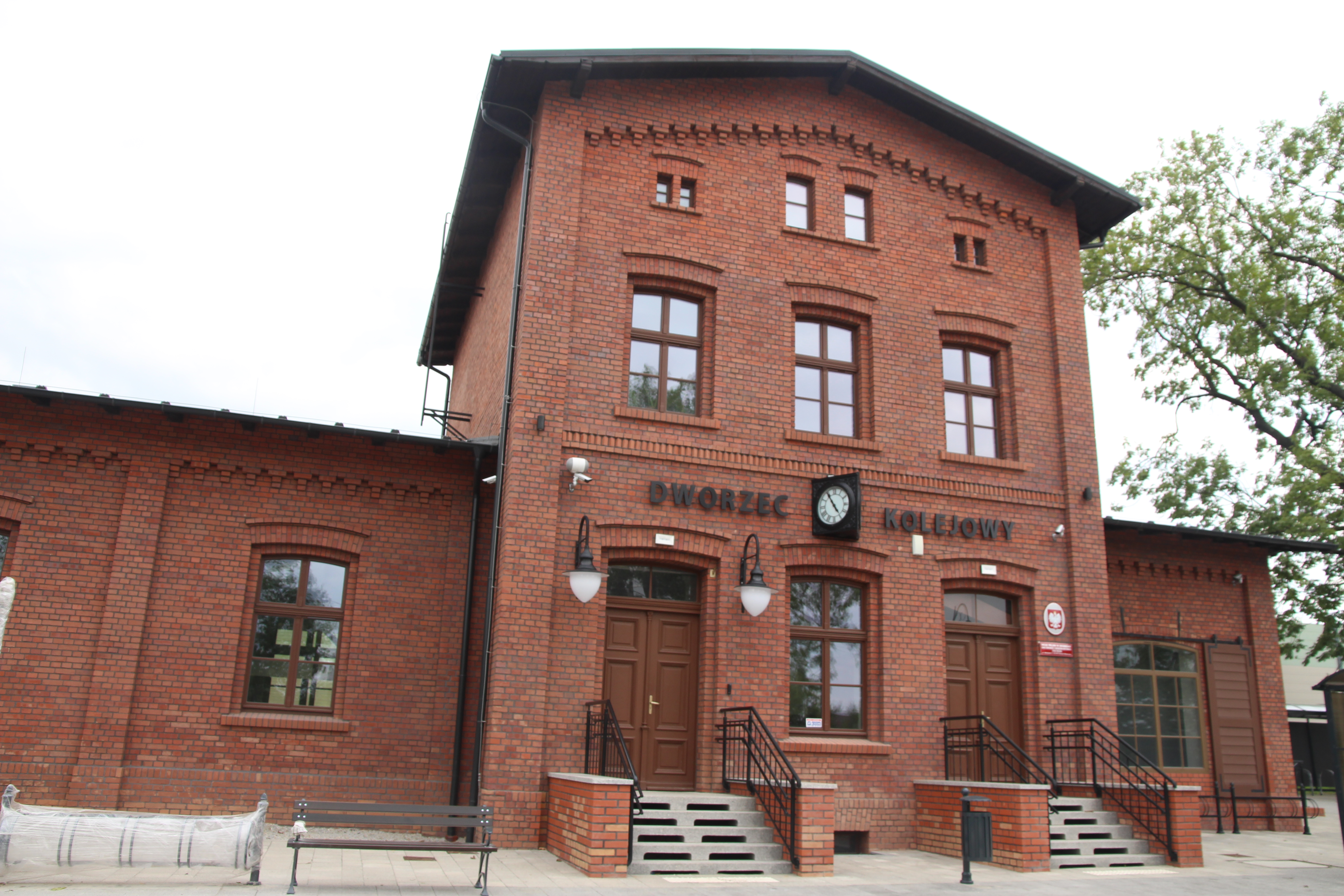
Nádraží
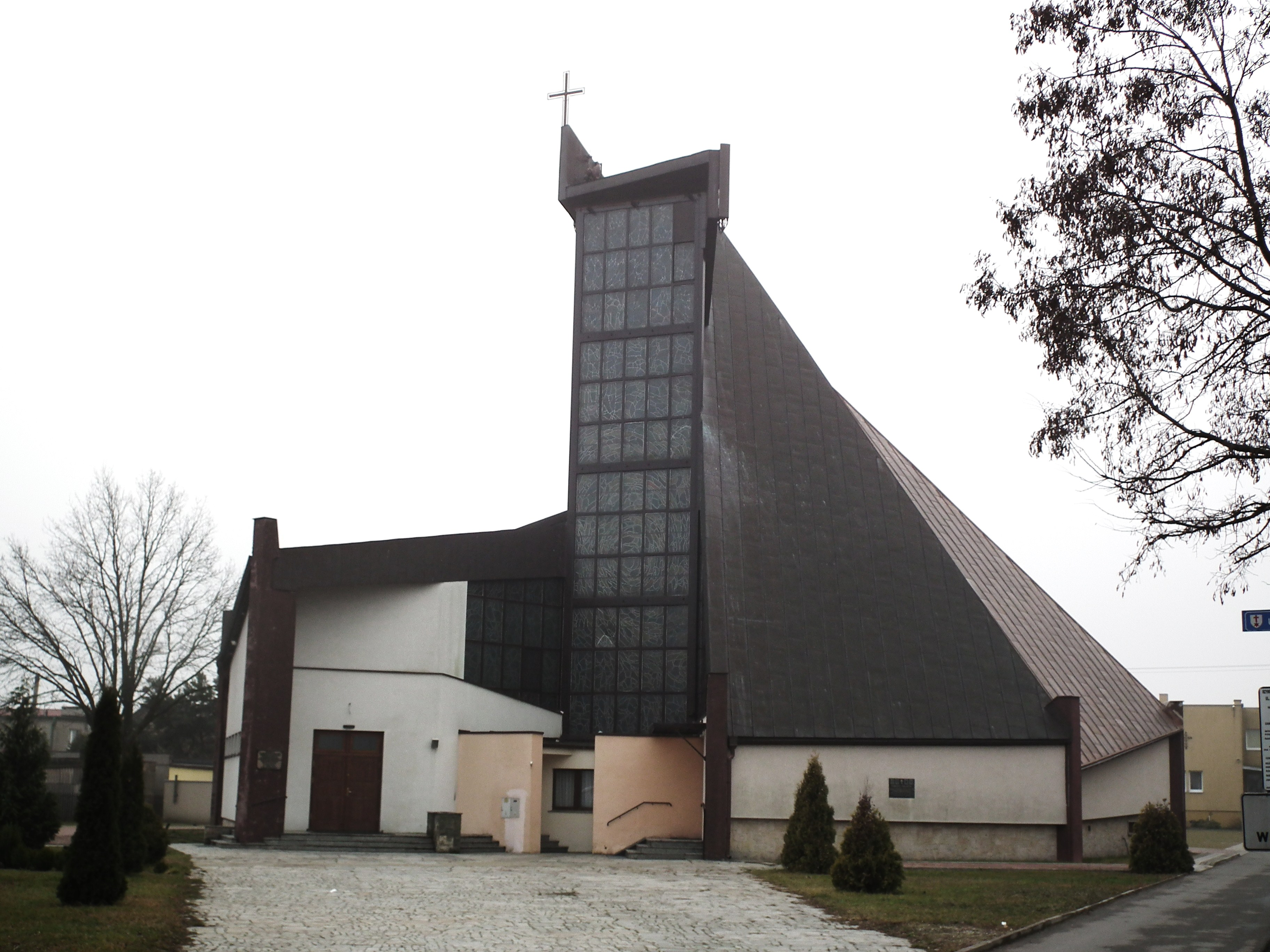
Kostel
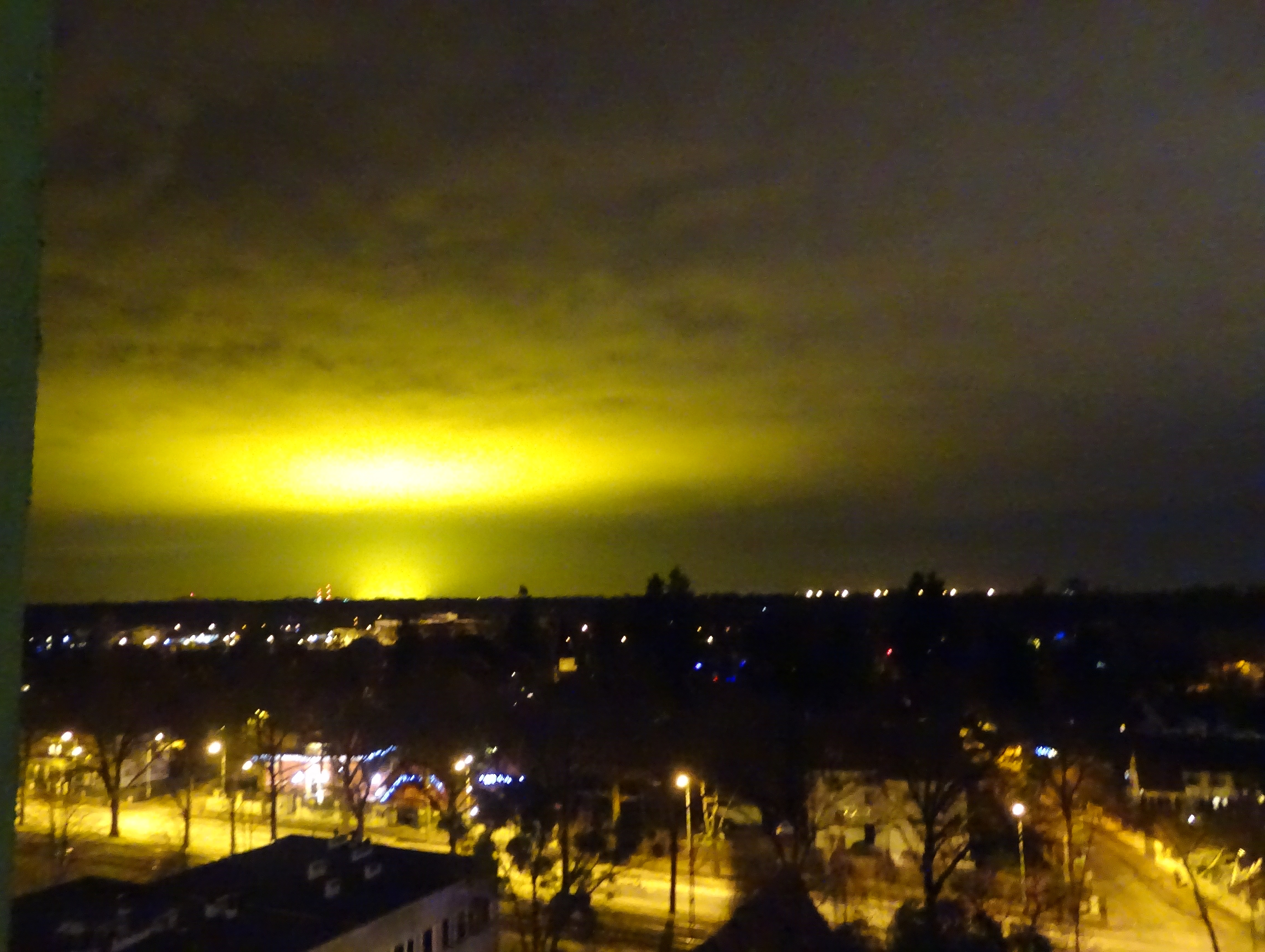
Noc